# Michele Geraci (subacqueo)
Michele Geraci (Ventimiglia, 1976) è un subacqueo italiano.

## Biografia
Il 9 luglio 2012, Michele Geraci ha stabilito il record di solo dive nelle acque di Capo Nizza in Francia arrivando a 212,5 m di profondità.
Il 18 luglio 2014, al largo di Bordighera, nelle acque al largo di Capo Sant'Ampelio, Michele Geraci ha tentato di battere il record mondiale di immersione con le bombole, nella speranza di battere il record di Nuno Gomes (318,25 m), sperando di arrivare a 340 m. Michele Geraci arrivò soltanto a 253 m di profondità, realizzando comunque il record italiano.

## Opere
- Michele Geraci, Manuale federale delle tecniche d'immersione, Imola, La mandragora, 2008, ISBN 978-88-7586-189-6.